# Liste der Krankenhäuser im Kreis Unna
Diese Liste der Krankenhäuser im Kreis Unna führt alle aktuellen Plankrankenhäuser im Kreis Unna auf.

## Liste
| Klinik                                        | Lage                                                                                          | Fachabteilungen | Träger                               | Bild |
| --------------------------------------------- | --------------------------------------------------------------------------------------------- | --- | ------------------------------------ | ---- |
| Knappschaft Kliniken Kamen                    | Nordstraße 34 59174 Kamen 51° 35′ 43,4″ N, 7° 39′ 45,3″ O                                     | - Allgemein- und Viszeralchirurgie - Anästhesie, Intensivmedizin und Schmerztherapie - Medizinische Klinik I – Angiologie, Diabetologie, Kardiologie und Intensivmedizin - Medizinische Klinik II – Gastroenterologie - Medizinische Klinik III – Onkologie, Hämatologie und Palliativmedizin - Unfall- und Wiederherstellungschirurgie | Knappschaft Kliniken Westfalen       |      |
| Knappschaft Kliniken Lünen                    | Brechtener Straße 59 44536 Lünen 51° 35′ 24,4″ N, 7° 26′ 31,6″ O                              | - Anästhesiologie, Schmerztherapie und Intensivmedizin - Chirurgische Klinik - Hals-, Nasen- und Ohrenheilkunde - Medizinische Klinik I – Pneumologie, Gastroenterologie, Kardiologie und Intensivmedizin - Medizinische Klinik II – Diabetologie und Angiologie - Orthopädie - Radiologie - Thoraxchirurgie - Lungenfachzentrum Westfalen | Klinikum Westfalen                   |      |
| St.-Marien-Hospital Lünen                     | Altstadtstr. 23 44534 Lünen                                                                   | - Allgemein-, Viszeral- und Thoraxchirurgie - Anästhesiologie & Intensivmedizin - Angiologie und Diabetologie - Diagnostische und interventionelle Radiologie, Neuroradiologie - Gastroenterologie, Infektiologie, Stoffwechselerkrankungen - Gefäßchirurgie - Geriatrie mit Tagesklinik - Gynäkologie und Geburtshilfe - Hämatologie und Internistische Onkologie - Kardiologie, Elektrophysiologie, Pneumologie und konservative Intensivmedizin - Neurochirurgie - Neurologie - Nuklearmedizin - Unfallchirurgie, Orthopädie und Sportmedizin - Schmerz- und Palliativmedizin - Strahlentherapie | Katholisches Klinikum Lünen-Werne    |      |
| Justizvollzugskrankenhaus Nordrhein-Westfalen | Hirschberg 9 58730 Fröndenberg 51° 28′ 41,7″ N, 7° 46′ 57,8″ O                                | - Radiologie - Innere Medizin - Chirurgie - Anästhesie - Kieferchirurgie - Hals-Nasen-Ohren-Erkrankungen - Orthopädie - Psychiatrie | Land Nordrhein-Westfalen             |      |
| St. Christophorus-Krankenhaus Werne           | Am See 1 59368 Werne                                                                          | - Anästhesiologie, Operative Intensivmedizin und Schmerzmedizin - Allgemein- und Viszeralchirurgie - Orthopädie und Unfallchirurgie, Handchirurgie - Wirbelsäulen- und Periphere Nervenchirurgie - Hals-, Nasen- und Ohrenheilkunde - Gastroenterologie, spezielle Diabetologie, Palliativmedizin - Geriatrische Frührehabilitation - Kardiologie, Angiologie, Intensivtherapie - Pneumologie, Pneumologische Onkologie, Beatmungs- und Schlafmedizin, Intensivmedizin, Allergologie | Katholisches Klinikum Lünen-Werne    |      |
| Marienkrankenhaus Schwerte                    | Goethestraße 19 58239 Schwerte 51° 26′ 36,7″ N, 7° 34′ 2,3″ O Schützenstraße 9 58239 Schwerte | - Standort Goethestraße: - Anästhesiologie und Intensivmedizin - Innere Medizin - Unfall- und Orthopädische Chirurgie - Plastische, Ästhetische und Handchirurgie - Viszeral- und Gefäßchirurgie - Frauenheilkunde und Geburtshilfe - Standort Schützenstraße: - Innere Medizin - Geriatrie | Marienkrankenhaus Schwerte gGmbH     |      |
| Christliches Klinikum Unna Mitte              | Obere Husemannstraße 2 59423 Unna 51° 32′ 13,2″ N, 7° 41′ 5,2″ O                              | - Innere Klinik I / Gastroenterologie - Innere Klinik II / Kardiologie - Klinik für Chirurgie - Klinik für Gynäkologie und Geburtshilfe - Klinik für Dermatologie und Phlebologie - Klinik für Hand- und Plastische Chirurgie - Klinik für Anästhesiologie, Intensivmedizin, Schmerztherapie, Notfallmedizin und Palliativmedizin - Klinik für Radiologie | Katholischer Hospitalverbund Hellweg |      |
| Christliches Klinikum Unna West               | Holbeinstraße 10 59423 Unna 51° 32′ 2,1″ N, 7° 40′ 38,7″ O                                    | - Innere Medizin - Allgemein- und Viszeralchirurgie - Unfallchirurgie - Orthopädie - Zentrum für Gefäßmedizin - Neurologie - Anästhesiologie. | Katholischer Hospitalverbund Hellweg |      |